# Hischam Djait

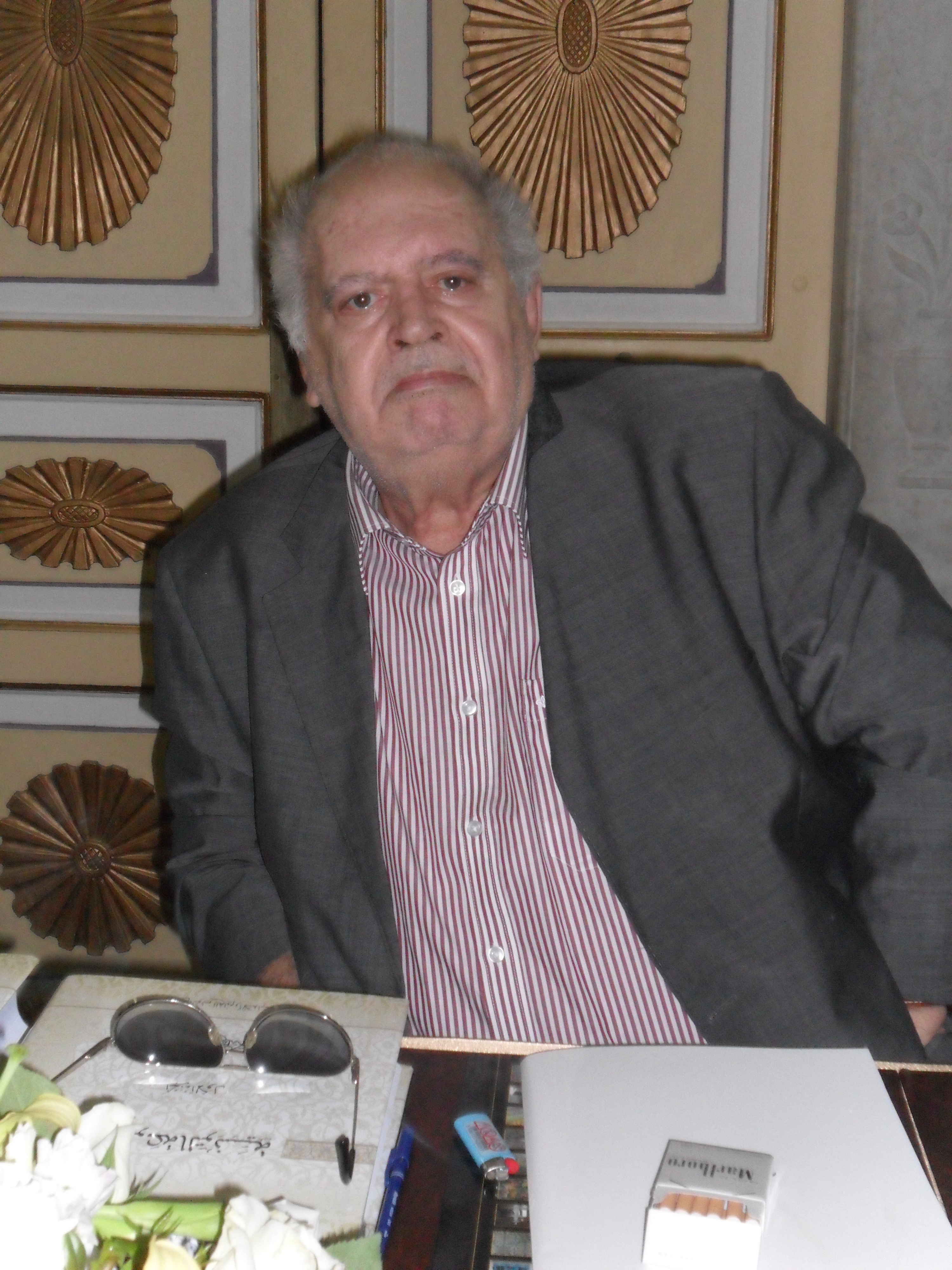
Hischam Djait (2013)

Hischam Djait, auch Hisham, Hicham oder Hichem, arabisch هشام جعيط, DMG Hišām Ǧuʿayyiṭ, (* 6. Dezember 1935 in Tunis, Französisch-Nordafrika; † 1. Juni 2021) war ein tunesischer Intellektueller und Essayist.

## Leben
Djait wurde an der École normale supérieure in Geschichte promoviert und unterrichtet danach viele Jahre an der Universität Tunis. Er hat sich weit über Tunesien hinaus einen Namen als Essayist gemacht.

## Schriften
Monografien
- La personnalité et le devenir arabo-islamique. 1974.
- L’Europe et l’Islam. Seuil, Paris 1978.
- Al-Kufa, naissance de la ville islamique. 1986.
- La grande Discorde, Religion et politique dans l’islam. 1989.
- Histoire générale de la Tunisie, t. II : Le Moyen Âge, Tunis, Société tunisienne de diffusion (réimpr. Tunis, Sud Éditions, 2005) (1re éd. 1965)
- Rêver de la Tunisie, Paris, Vilo, 1971.
- La Personnalité et le devenir arabo-islamique, Paris, Seuil, 1974.
- L’Europe et l’Islam, Paris, Le Seuil, coll. « Esprit », 1978.
- Al-Kūfa, naissance de la ville islamique, Paris, Maisonneuve et Larose, coll. « Islam d’hier et d’aujourd’hui », 1986.
- La Grande Discorde : religion et politique dans l’islam des origines, Paris, Gallimard, coll. « Bibliothèque des histoires », 1989.
- Connaissance de l’Islam, Paris, Syros-Alternatives, 1992.
- La Vie de Muhammad, vol. I : Révélation et prophétie, Paris, Fayard, 2001.
- La Crise de la culture islamique, Paris, Fayard, 2004.
- La Fondation du Maghreb islamique, Tunis, Amal, 2004.
- La Vie de Muhammad, vol. II : La Prédication prophétique à La Mecque, Paris, Fayard, 2008.
- La Vie de Muhammad, t. III : Le parcours du Prophète à Médine et le triomphe de l’Islam, Paris, Fayard, 2012.

Aufsätze
- Das arabisch-muslimische Denken und die Aufklärung. In: Islam, Demokratie, Moderne. C.H. Beck, München 1998, ISBN 3-406-43349-9.
- Kultur und Politik in der arabischen Welt. In: Islam, Demokratie, Moderne. C.H. Beck, München 1998, ISBN 3-406-43349-9.